# Tony Bärlund
Tony Bärlund (Kymi, 21 giugno 1937 – Kotka, 18 marzo 2016) è stato un cestista finlandese.

## Carriera
Con la Finlandia ha disputato i Campionati europei del 1961, segnando 12 punti in 4 partite.

## Palmarès
- Campionato finlandese: 1

KTP-Basket: 1958